# Piatto
Piatto ist eine Gemeinde mit 472 Einwohnern (Stand 31. Dezember 2023) in der italienischen Provinz Biella (BI), Region Piemont.
Die Nachbargemeinden sind Bioglio, Callabiana, Camandona, Mosso, Quaregna, Ternengo, Valdengo, Vallanzengo, Valle San Nicolao und Veglio.
Das Gemeindegebiet umfasst eine Fläche von drei km².